# Экитав-Кочеген
Экита́в-Кочеге́н (укр. Екітав-Кочеген, крымскотат. Eki Tav Köçegen, Эки Тав Кочеген) — исчезнувшее село в Ленинском районе Республики Крым, располагавшееся на юго-востоке района и Керченского полуострова, у южного берега Тобечикского озера, примерно в 3 км к югу от современного села Огоньки.

## История
Первое документальное упоминание села встречается в Камеральном Описании Крыма… 1784 года, судя по которому, в последний период Крымского ханства Ики Тап Гючкен входил в Дин Керченский кадылык Кефинского каймаканства. После присоединения Крыма к России (8) 19 апреля 1783 года, (8) 19 февраля 1784 года, именным указом Екатерины II сенату, на территории бывшего Крымского Ханства была образована Таврическая область и деревня была приписана к Левкопольскому, а после ликвидации в 1787 году Левкопольского — к Феодосийскому уезду Таврической области. Перед Русско-турецкой войной 1787—1791 годов производилось выселение крымских татар из прибрежных селений во внутренние районы полуострова, в ходе которого в Экидах было переселено 143 человека. В конце войны, 14 августа 1791 года всем было разрешено вернуться на место прежнего жительства. После Павловских реформ, с 1796 по 1802 год, входила в Акмечетский уезд Новороссийской губернии. По новому административному делению, после создания 8 (20) октября 1802 года Таврической губернии, Экитав-Кочеген был включён в состав Акмозской волости Феодосийского уезда.
По Ведомости о числе селений, названиях оных, в них дворов… состоящих в Феодосийском уезде от 14 октября 1805 года , в деревне Экитав числилось 15 дворов и 92 жителя. На военно-топографической карте генерал-майора Мухина 1817 года деревня Икитав кочеген обозначена с 18 дворами. После реформы волостного деления 1829 года Экитав Кочеген, согласно «Ведомости о казённых волостях Таврической губернии 1829 года», отнесли к Чурубашской волости (переименованной из Аккозской). На карте 1836 года в деревне 15 дворов. Видимо, вследствие эмиграции крымских татар в Турцию, селение заметно опустело и на карте 1842 года Экитав-Кочеген обозначен условным знаком «малая деревня», то есть, менее 5 дворов.
В 1860-х годах, после земской реформы Александра II, деревню приписали к Сарайминской волости. Согласно «Списку населённых мест Таврической губернии по сведениям 1864 года», составленному по результатам VIII ревизии 1864 года, Экитав-Кочегень — владельческая татарская деревня с 12 дворами, 68 жителями и мечетью при колодцах. По обследованиям профессора А. Н. Козловского начала 1860-х годов, в селении «имеется хорошая пресная вода» в колодцах глубиной 1—5 саженей (от 2 до 10 м). На трёхверстовой карте 1865—1876 года в деревне Эки-Тав-Кочеген обозначено 9 дворов.
Вновь в доступных источниках -встречается в «…Памятной книжке Таврической губернии на 1902 год», согласно которой в деревне Экитав-Кочегень, входившей в Сарайминское сельское общество, числилось 19 жителей, домохозяйств не имеющих. По Статистическому справочнику Таврической губернии. Ч.II-я. Статистический очерк, выпуск пятый Феодосийский уезд, 1915 год, на хуторе Кочегень Экитав (Пржелуцкой В. И.) Сарайминской волости Феодосийского уезда числился 1 двор с населением в количестве 3-х человек только «посторонних» жителей, из которых 2 мужчины и 1 женщина. При хуторе числилось 314 десятин удобной земли. В дальнейшем в доступных источниках не встречается.

### Динамика численности населения
- 1805 год — 92 чел.[12]
- 1864 год — 68 чел.[18]
- 1902 год — 19 чел.[21]
- 1915 год — 0/3 чел.[22][23]